# 한국유기질비료산업협동조합
한국유기질비료산업협동조합은 부산물을 이용한 가축분퇴비, 퇴비와 유기질비료 산업의 건전한 발전과 협동사업 수행을 목적으로 1992년 7월 22일 설립허가된 대한민국 중소기업청 소관의 협동조합이다. 2011년 한국유기비료공업협동조합과 한국부산물비료협회가 통합되어 한국유기질비료산업협동조합으로 변경되었다. 사무실은 충북 청주시 흥덕구 오송읍 연제1길 20-2에 있다.